# Posadowsky-Gletscher (Bouvetinsel)
Der Posadowsky-Gletscher ist ein Gletscher auf der subantarktischen Bouvetinsel. Er fließt vom Kraterisen in nördlicher Richtung zur Morgenstierne-Küste, die er etwa 1,5 km östlich des Kap Circoncision erreicht.
Erstmals kartiert wurde er bei der Valdivia-Expedition (1898–1899) unter der Leitung des deutschen Zoologen Carl Chun. Dieser benannte ihn nach Arthur von Posadowsky-Wehner (1845–1932), der als Staatssekretär im Reichsamt des Innern für die Bereitstellung der finanziellen Mittel für die Expedition sorgte.